# Velika Mučna
Velika Mučna je naselje u Hrvatskoj u sastavu općine Sokolovca. Nalazi se u Koprivničko-križevačkoj županiji. 

## Zemljopis
Sjeverozapadno su Vrhovac Sokolovački, Jankovac i Domaji, sjeveroistočno je Reka, jugoistočno je Paunovac, jugozapadno su Miličani, Sokolovac, Mali Grabičani i Lepavina.

## Stanovništvo
Prema popisu stanovništva iz 2011. godine ima 363 stanovnika.
| broj stanovnika | 376   | 314   | 400   | 445   | 500   | 609   | 607   | 714   | 484   | 500   | 537   | 479   | 418   | 367   | 363   | 339   | 293   |
|                 | 1857. | 1869. | 1880. | 1890. | 1900. | 1910. | 1921. | 1931. | 1948. | 1953. | 1961. | 1971. | 1981. | 1991. | 2001. | 2011. | 2021. |

## Ostali sadržaji
- Udruga žena „Mak“ Velika Mučna osnovana u ožujku 2015. godine. Podžavaju razne projekte vezane uz očuvanje nematerijalnih dobara i opće kulturne baštine. Predsjednica udruge je Zdenka Radić.
- [5]